# Pavle Popara
Pavle Popara (cyr. Павлe Попара; ur. 20 maja 1987 w Kragujevacu) – serbski piłkarz bułgarskiego pochodzenia występujący na pozycji pomocnika.

## Kariera
Popara rozpoczął swoją karierę w Partizanie Belgrad, nie udało mu się jednak zanotować ani jednego występu w pierwszym zespole. W styczniu 2006 roku przeniósł się do greckiego Apollonu Kalamaria, w którego barwach zadebiutował 12 marca 2006 podczas przegranego 1:2 spotkania z Olympiakosem. W sumie drugiej części sezonu 2005/06 Popara tylko czterokrotnie wystąpił w barwach klubu, zaś w trakcie kolejnych rozgrywek rozegrał pięć spotkań. Z tego powodu w styczniu 2007 roku udał się na półroczne wypożyczenie do Panetolikosu. Latem 2007 roku Popara wyjechał na Cypr, gdzie podpisał kontrakt z Enosisem Neon Paralimni, nie udało mu się tam jednak na stałe wywalczyć miejsca w podstawowym składzie i rok później odszedł do bułgarskiej Sławii Sofia. W lipcu 2010 roku został na pół roku wypożyczony do rumuńskiej Astry Girgiu, zaś w grudniu 2013 roku opuścił Sławię. 2 lutego 2014 roku podpisał półroczny kontrakt z Pogonią Szczecin. Po zakończeniu sezonu 2013/14 opuścił klub.